# Rune Blom
Rune Blom, född 1935, död 2008, var en svensk författare, teaterkritiker och lärare. Han författade ett antal böcker om Londons teaterliv.

## Biografi
Blom föddes 1935 och växte upp i Varberg. När han var sex år flyttade familjen till Mölndal. Han tog studentexamen vid Hvitfeldtska läroverket i Göteborg och fortsatte därefter studier på Göteborgs universitet med målet att bli lärare med fokus på ämnena svenska och historia.
Efter studierna arbetade Blom bland annat som lärare på Svenska skolan i London, där han även flitigt recenserade teateruppsättningar och bevakade Londons teaterliv för bland annat Svenska Dagbladet. Redan i början av 1960-talet hade Blom recenserat svenska teaterföreställningar för olika tidningar i Västsverige.
Under 1980- och 1990-talet författade Rune Blom ett antal böcker om teaterlivet i London. Efter Teater i London 1982 återkom han två år senare med Teater som ser dig!: Orwells 1984 : dramatikerna - verkligheten; båda böckerna publicerades på Liber. 1988 publicerade Sveriges Radios förlag Evita, Cats, Fantomen och de andra, där den moderna engelska musikalen gavs en stor presentation.
1993 kom Mitt gamla London: om Shakespeare, teaterlegender och den nya Globeteatern ut på Warne förlag. Intresset för William Shakespeare uppväcktes redan under Bloms ungdomsår på universitetet, och på 1990-talet inspirerades han på nytt via återuppbyggandet av Shakespeares historiska teaterhus.
Blom verkade även som föreläsare och reseledare vid guidade teaterresor till London. Utöver teaterintresset hade han ett stort intresse för segling. Han var 1982, 1984 och 1985 värd för radioprogrammet Sommar i Sveriges Radio.